# Onosma fruticosum
Onosma fruticosum är en strävbladig växtart som beskrevs av James Edward Smith. Onosma fruticosum ingår i släktet Onosma och familjen strävbladiga växter. Inga underarter finns listade i Catalogue of Life.